# 2ª edizione dei Critics' Choice Awards
La 2ª edizione dei Critics' Choice Awards si è tenuta il 20 gennaio 1997, premiando le migliori produzioni cinematografiche del 1996.

## Vincitori

### Miglior film
- Fargo, regia di Joel ed Ethan Coen
- Big Night, regia di Campbell Scott e Stanley Tucci
- Evita, regia di Alan Parker
- Hamlet, regia di Kenneth Branagh
- Jerry Maguire, regia di Cameron Crowe
- Larry Flynt - Oltre lo scandalo (The People vs. Larry Flynt), regia di Miloš Forman
- Il paziente inglese (The English Patient), regia di Anthony Minghella
- La seduzione del male (The Crucible), regia di Nicholas Hytner
- Shine, regia di Scott Hicks
- Stella solitaria (Lone Star), regia di John Sayles

### Miglior attore
- Geoffrey Rush – Shine
- Tom Cruise – Jerry Maguire

### Miglior attrice
- Frances McDormand – Fargo
- Diane Keaton – La stanza di Marvin (Marvin's Room)

### Miglior attore non protagonista
- Cuba Gooding Jr. – Jerry Maguire
- Edward Norton – Schegge di paura (Primal Fear), Larry Flynt - Oltre lo scandalo (The People vs. Larry Flynt), Tutti dicono I Love You (Everyone Says I Love You)
- James Woods – L'agguato - Ghosts from the Past (Ghosts of Mississippi)

### Miglior attrice non protagonista
- Joan Allen – La seduzione del male (The Crucible)
- Courtney Love – Larry Flynt - Oltre lo scandalo (The People vs. Larry Flynt)

### Miglior regista
- Anthony Minghella – Il paziente inglese (The English Patient)
- Joel ed Ethan Coen – Fargo

### Migliore sceneggiatura
- Anthony Minghella – Il paziente inglese (The English Patient)
- Joel ed Ethan Coen – Fargo

### Miglior film per famiglie
- L'incredibile volo (Fly Away Home), regia di Carroll Ballard
- La carica dei 101 - Questa volta la magia è vera (101 Dalmatians), regia di Stephen Herek

### Miglior film straniero
- Ridicule, regia di Patrice Leconte • Francia
- Il buio nella mente (La cérémonie), regia di Claude Chabrol • Francia

### Miglior film documentario
- Quando eravamo re (When We Were Kings), regia di Leon Gast
- Microcosmos - Il popolo dell'erba (Microcosmos: Le Peuple de l'herbe), regia di Claude Nuridsany e Marie Pérennou

### Artista dell'anno
- Renée Zellweger – Jerry Maguire

### Premio alla carriera
- Lauren Bacall

## Top Film
(In ordine alfabetico)
- Big Night, regia di Campbell Scott e Stanley Tucci
- Evita, regia di Alan Parker
- Fargo, regia di Joel ed Ethan Coen
- Hamlet, regia di Kenneth Branagh
- Jerry Maguire, regia di Cameron Crowe
- Larry Flynt - Oltre lo scandalo (The People vs. Larry Flynt), regia di Miloš Forman
- Il paziente inglese (The English Patient), regia di Anthony Minghella
- La seduzione del male (The Crucible), regia di Nicholas Hytner
- Shine, regia di Scott Hicks
- Stella solitaria (Lone Star), regia di John Sayles